# Gonimbrasia ellisoni
Gonimbrasia ellisoni är en fjärilsart som beskrevs av Lemaire 1962. Gonimbrasia ellisoni ingår i släktet Gonimbrasia och familjen påfågelsspinnare. Inga underarter finns listade i Catalogue of Life.